# Nerf petit pétreux superficiel
Le nerf petit pétreux superficiel provient du nerf facial (7e paire - nerf VII) à partir du ganglion de ce nerf : le ganglion géniculé. Il est rejoint par le nerf petit pétreux profond qui a pour origine le nerf crânien IX et tous deux cheminent pour arriver au niveau du foramen d'Arnold pour gagner le ganglion otique. Ce dernier est relié à la 3e branche du nerf trijumeau (V-3) qui innerve essentiellement la région mandibulaire.
En nouvelle nomenclature anatomique, ce nerf est appelé le rameau communicant avec le nerf petit pétreux.